# Liste der Wappen in der Provinz Imperia
Die Liste der Wappen in der Provinz Imperia beinhaltet alle in der Wikipedia gelisteten Wappen der Orte in der Provinz Imperia in der Region Ligurien in Italien. In dieser Liste werden die Wappen mit dem Gemeindelink angezeigt. 

## Wappen der Provinz Imperia

Provinz Imperia
Lage der Provinz in Italien

## Wappen der Gemeinden der Provinz Imperia

Airole
Apricale
Aquila d’Arroscia
Armo
Aurigo
Badalucco
Bajardo
Borghetto d’Arroscia
Borgomaro
Camporosso
Caravonica
Castellaro
Castelvittorio
Ceriana
Cervo
Cesio
Chiusanico
Chiusavecchia
Cipressa
Civezza
Cosio d'Arroscia
Costarainera
Diano Arentino
Diano Castello
Diano Marina
Diano San Pietro
Dolceacqua
Dolcedo
Imperia
Isolabona
Lucinasco
Mendatica
Molini di Triora
Montalto Carpasio
Montegrosso Pian Latte
Olivetta San Michele
Ospedaletti
Perinaldo
Pietrabruna
Pieve di Teco
Pigna
Pompeiana
Pontedassio
Pornassio
Prelà
Ranzo
Rezzo
Riva Ligure
Rocchetta Nervina
San Bartolomeo al Mare
San Biagio della Cima
San Lorenzo al Mare
Sanremo
Santo Stefano al Mare
Seborga
Soldano
Taggia
Terzorio
Triora
Vallebona
Vallecrosia
Vasia
Ventimiglia
Vessalico
Villa Faraldi

## Wappen ehemaliger Gemeinden

Carpasio
Montalto Ligure